# 西谷真一
西谷 真一（にしたに しんいち ）は映画監督。

## 略歴
早稲田大学第一文学部演劇専攻卒業後、NHK・NEPでドラマ部エグゼクティブディレクターを務め、定年退職。現在はフリーの映画監督。

## 監督・演出作品

### 劇場映画
- 花（2003年ビーワイルド=アーティストフィルム／ザナドゥ）
- 青空のルーレット（2007年『青空のルーレット』製作委員会／パンドラ）
- 渋谷（2010年ビーワイルド／バイオタイド）
- 結婚[1]（2017年KADOKAWA）
  - ディーン・フジオカ・柊子・中村映里子・松本若菜・安藤玉恵・古舘寛治・萬田久子・貫地谷しほり
- 行きがけの空（2025年「行きがけの空」フィルムパートナーズ）

### 配信映画（prime video）
- 風のフォトグラフィー（2000年製作2025年3月配信開始)
  - 中原翔子・北野タダシ・沢木ゆきみ
- 尾瀬に死す（2011年製作2025年1月配信開始)
  - 市山貴章・中島ひろ子・塩野谷正幸・山本學
- カハタレバナ（2012年製作2025年1月配信開始)
  - 宅間孝行・佐藤夕美子・市山貴章
- コスモスの影にはいつも誰かが隠れている（2013年製作2025年1月配信開始)
  - 伊原侑蔵・柊子・市山貴章・宮下修司
- 十五歳、環の夏（2014年製作2025年1月配信開始)
  - 岡田環・宮下修司・尾関伸次・塩野谷正幸・市田良夫
- 喧騒の街、静かな海（2015年製作2025年1月配信開始)
  - 山本耕史・塩野谷正幸・鈴木みな・鈴木まりあ
- 春となり（2023年製作2025年4月配信開始)
  - 泉ピン子・村田雄浩・草野康太・中江有里
- 真実の花（2024年製作2025年1月配信開始)
  - 玉置玲央・守殿愛生
- シベリアに咲く（2025年製作2025年3月配信開始）
  - 塩野谷正幸・草野康太・井上ミョンジュ・西谷美樹
- 待つ人（2025年製作2025年3月配信開始）
  - 筒井真理子・草野康太・井上ミョンジュ

### 自主映画（主な作品）
- ワン•セカンド•トライアングル（1983年）
  - 細野智枝美・今井康雄・久保田正幸・髙橋美千代・勝山美佐子
- 子供の情景（1984年)
  - 今井康雄・渡辺真弓・片山美由紀・勝山美佐子・雨宮美穂・滝本隆・西谷真一
- WINDY SHADOW（1984年）
  - KAZUYO SAKIDA・TORU TADA・HIDEHITO KAMOTO・MISAKO NISHITANI
- 風の旅（1996年)
  - 草野康太・菅野美穂
- ボトムレス（2007年)
  - 草野康太・中江有里

### テレビドラマ（NHK・主な作品）
- 橋を渡る蝶（44分版）[2]（1987年）
  - 原田貴和子・藤原新也
- 橋を渡る蝶（90分版）[3]（1988年）
  - 原田貴和子・坂上香織・藤原新也
- 翔ぶが如く　明治編　佐賀の乱（1990年）
- 秋桜〜COSMOS〜[4]（1991年）
  - 柴田恭兵・牧瀬里穂・安達祐実・田中美佐子
- サザンスコール　彷徨う魂（1994年）
- あなたの中で生きる CG青年の孤独と愛[5]（1995年）
  - 堤真一・滝沢涼子・根津甚八・浅野忠信
- ふたりっ子[6] 第4週第6週第10週第14週（1996年 - 1997年）
- オアシス [7]（2000年）
  - 草野康太・菅野美穂
- 一絃の琴　第三回第四回第七回第十回第十四回（2000年）
- 夫についての情報[8]（2000年）
  - 小泉今日子・堤真一・香川京子・鈴木清順
- 藤沢周平の人情しぐれ町　第七回第九回第十回第十一回（2001年）
- 至上の恋[9]（2001年）
  - 豊川悦司・ユンソナ
- 老いてこそなお[10]（2003年）
- ちょっと待って、神様　第1週第2週第5週（2004年）
- 七子と七生 〜姉と弟になれる日〜[11]（2004年）
  - 蒼井優・知念侑李・石田えり
- 父に奏でるメロディー（2005年）
- みちくさ[12] （2006年）
  - 池脇千鶴・温水洋一
- 風の来た道（2006年）
- 陽炎の辻〜居眠り磐音 江戸双紙〜　第一話第二話第三話第七話第十一話（2007年）
  - 陽炎の辻 完結編〜居眠り磐音江戸双紙〜 （2017年）
- トップセールス　第三話第四話第五話（2008年）
- つばさ　第1週第2週第3週第6週第10週第14週第16週第19週第24週第26週（2009年）
- 四十九日のレシピ　第一回第二回第四回（2011年）
- 新選組血風録 第六回第七回第八回第十一回（2011年）
- ビターシュガー　第一回第二回第三回第四回第五回第十回（2011年）
- 永遠の泉 （2012年）
- 極北ラプソディ（2013年）
- 酔いどれ小籐次  第四回第五回第六回第十回第十一回（2013年）
- あなたに似た誰か [13]（2013年）
  - カハタレバナ
    - 大杉漣・佐藤夕美子

  - 記憶の海
    - 山本耕史・中越典子

  - 車窓の向こうの人生
    - 宅間孝行・泉ピン子
- 吉原裏同心  第一回第二回第三回第七回（2014年）
- あさが来た　第1週第2週第3週第7週第8週第12週第13週第16週第17週第20週第21週第26週（2015年）
  - あさが来た スピンオフ 割れ鍋にとじ蓋（2016年）
- 喧騒の街、静かな海[14]（2016年）
  - ディーン・フジオカ・寺尾聰
- 植木等とのぼせもん　第一回第二回第三回第四回第八回（2017年）
- 鳴門秘帖　第一回第二回第三回第六回第七回（C.A.L 2018年）
- 家康、江戸を建てる　〜水を制す〜（2019年）
- サギデカ　第一回第二回第三回第五回（2019年）
- ディア・ペイシェント〜絆のカルテ〜　第一回第二回第三回第四回第九回第十回（2020年）
- ひきこもり先生　第一回第二回第三回（2021年）
- 風の向こうへ駆け抜けろ 前編・後編（2021年）
- 風の向こうへ駆け抜けろ 119分版（2022年）
- プリズム　第一話第二話（2022年）
- おいち不思議がたり　第5回第6回[15]（2024年）

### ドキュメンタリー（NHK・主な作品）
- うたのあるまち・筑豊-炭坑節（1986年)
- 門司港、夢･色・光（1986年)
- 藤原新也の旅(1994年）
  - 風の笛
  - 月の雫

## ワークショップ
- 西谷真一監督による俳優のための実践的ワークショップ[16]（2022年）

## 受賞歴
- 『七子と七生 ~姉と弟になれる日~』（2004）
  - 第59回（2004年度）芸術祭テレビ部門優秀賞
  - 2005年第11回上海テレビ祭審査員特別賞
- 『みちくさ』（2007）
  - 第11回放作協・中部テレビ選奨　特別賞

- 『あさが来た』（2016）
  - 東京ドラマアウォード 2016
    - 作品賞 グランプリ（連続ドラマ）

  - 2016年橋田賞
  - 第88回ザテレビジョンドラマアカデミー賞
    - 最優秀作品賞
    - 監督賞[17]
- 『サギデカ』（2019）
  - 2019年9月度ギャラクシー賞月間賞
  - 第57回（2019年度）ギャラクシー賞テレビ部門 奨励賞
  - 令和元年度(第74回)文化庁芸術祭テレビ・ドラマ部門大賞
- 『ひきこもり先生』（2021）　
  - ギャラクシー賞マイベストTV賞（2021年6月度）
  - 第38回ATP賞奨励賞